# 曾我蛇足
曾我蛇足（そがじゃそく、生没年不詳）は室町後期の画家。曾我蕭白らが属する曽我派の祖。曾我蛇足は一休宗純に禅を師事し、一休は蛇足に画を師事した。
なお、曾我蕭白は自身を「蛇足十世」と落款に記しているが、蕭白の生前蛇足の家系は途絶えており、実際にこういった繋がりはない。
| スタブアイコン | サブスタブ | この項目は、まだ閲覧者の調べものの参照としては役立たない、人物に関連した書きかけの項目です。この項目を加筆・訂正などしてくださる協力者を求めています（P:人物伝/PJ:人物伝）。 |